# الجعلة
الجعلة هي مركز، يقع في محافظة الاسياح في منطقة القصيم. كانت مورد ماء في الجاهلية، وتقع جنوب عين بن فهيد ذكرها الأصبهاني وقال: (لبني أسيد ماء عظيمة يقال لها الجعلة). ويمر من خلالها طريق حجاج البصرة الفرع المتجه إلى مكة.